# Gary Moore
Gary Moore (Robert William Gary Moore) (født 4. april 1952 i Belfast, Nordirland, død 6. februar 2011 i Estepona, Spanien) var en guitarist og sanger, der blev verdenskendt for sine soloer. Mest kendt blev "Still got the blues".
Hans karriere startede i 1960'erne, hvor Moore allerede i sin skoletid spillede med Phil Lynott og Brian Downey. Han blev herefter guitarist i det irske band Skid Row, som ikke må forveksles med det amerikanske Heavy Metal band Skid Row, men blev i 1972 engageret til Thin Lizzy af Lynott. Han forlod dog hurtigt dette band som fast medlem, men optrådte ved flere lejligheder sammen med dem på studie–lp'er. I 1976 dannede han Colluseum II sammen med Jon Hiseman. De nåede at udgive tre lp'er inden opløsningen i 1978.
Moore har ligeledes gennem årene spillet med bl.a. B. B. King, Albert King og BBM, ligesom han fik en succesfuld solokarriere. Gary Moore døde den 6. februar 2011 under en ferie i Spanien. Han var på hotellet Kempinski Hotel i Estepona, Spanien med sin kæreste, som alarmerede klokken 04:00 om morgenen.
Hans død blev bekræftet af Thin Lizzys manager Adam Parsons.

## Diskografi

### Studiealbummer
- Grinding Stone (1973)
- Back on the Streets (1979)
- G-Force (1980)
- Gary Moore (1982)
- Corridors of Power (1982)
- Victims of the Future (1984)
- Dirty Fingers (1984)
- Run for Cover (1985)
- Wild Frontier (1987)
- After the War (1989)
- Still Got the Blues (1990)
- After Hours (1992)
- Blues for Greeny (1995)
- Dark Days in Paradise (1997)
- A Different Beat (1999)
- Back to the Blues (2001)
- Power of the Blues (2004)
- Old New Ballads Blues (2006)
- Close As You Get (2007)
- Bad for You Baby (2008)

### Live-albummer
- Live at the Marquee (1983)
- We Want Moore! (1984)
- Rockin' Every Night - Live in Japan (1986)
- We Want Moore Jagger – Live at the British National Music Day, 28 June, 1992 – Hammersmith Odeon, London, UK
- Blues Alive (1993)
- Live At Monsters Of Rock (2003)
- Live At Montreux DVD [The Definitive Montreux Collection] (2007)

### Opsamlinger
- Ballads & Blues 1982-1994 (1994)
- Ballads & Blues 2 (1996)
- Out in the Fields: the Very Best of (1998)
- Blood of Emeralds: the Very Best of (1999)
- The Best of the Blues (2002)
- Have Some Moore – The Best of (2002)
- Parisienne Walkways: The Blues Collection (2003)
- Back on the Streets: The Rock Collection (2003)
- The Essential Gary Moore (2003)
- Blue Collection/Rock Collection (2004)
- The Platinum Collection (2006)

### Udvalgte singler (placeringer på den engelske hitliste)
- "Parisienne Walkways" – 1979 – No. 8
- "Out in the Fields" – 1985 – No. 5 (Credited to Gary Moore and Phil Lynott)
- "Empty Rooms" – 1985 re-issue – No. 23
- "Over the Hills and Far Away" – 1986 – No. 20
- "Wild Frontier" – 1987 – No. 35
- "Friday on My Mind" – 1987 – No. 26 (Cover version of The Easybeats 1966, No. 6 UK hit)
- "After the War" – 1989 – No. 37
- "Still Got the Blues (For You)" – 1990 – No. 31
- "Cold Day in Hell" – 1992 – No. 24
- "Story of the Blues" – 1992 – No. 40
- "Parisienne Walkways" – 1993 re-recording – No. 32

## Thin Lizzy

### Albummer
- Night Life (1974) (Bemærk at Moore kunmedvirker på "Still in Love with You")
- Remembering – Part 1 (1976) (Compilation)
- Black Rose: A Rock Legend (1979)
- The Continuing Saga of the Ageing Orphans (1979) (Compilation)
- The Adventures of Thin Lizzy (1981) (Compilation)
- Life (1983)
- Dedication: The Very Best of Thin Lizzy (1991) (Compilation)
- Thin Lizzy Greatest Hits (2004) (Compilation)

## Colosseum II

### Albummer
- Strange New Flesh (1976)
- Electric Savage (1977)
- War Dance (1977)

## BBM

### Album
- Around the Next Dream (1994)

### (Gary Moore's) Scars
Scars blev udgivet 10. september 2002.
Bandet blev dannet af Moore (vokal/guitar), Cass Lewis fra Skunk Anansie (basguitar/backing vokal) og Darrin Mooney fra Primal Scream trommer

#### Album
- Scars (2002)

### DVD
- Thin Lizzy Live at Sydney Harbour '78, (1978)
- The Old Grey Whistle Test 2, (2003)
- Live at Monsters of Rock, (2003)
- Gary Moore & The Midnight Blues – Live at Montreux 1990, (2004)
- Gary Moore and Friends: One Night in Dublin – A Tribute to Phil Lynott, (2006)

### Video
- Gary Moore – Wild Frontier Tour: Live At Isstadion, Stockholm 1987, (1987)
- Gary Moore – Emerald Aisles, (1984)
- Gary Moore – The Singles
- Gary Moore – Live In Belfast: After The War Tour, (1989)
- "An Evening of the Blues" with Gary Moore & Midnight Blues Band – featuring Albert Collins & Albert King (1990)
- Gary Moore og B.B. King (2006) – [3]